# Helvetica
Helvetica is een schreefloos (sans serif) lettertype dat in 1957 werd ontworpen door Max Miedinger en Eduard Hoffmann voor de Haas'sche Schriftgießerei.

## Geschiedenis

Het Internationaal Comité van het Rode Kruis gebruikt het lettertype Helvetica, dat synoniem staat voor goed design over de hele wereld.

Miedinger en Hoffmann werden geïnspireerd door het lettertype Akzidenz Grotesk. De Helvetica werd ontworpen als Neue Haas Grotesk, maar werd in 1960 hernoemd — van Confœderatio Helvetica of Helvetia, de Latijnse en Romeinse namen voor Zwitserland — om het ontwerp internationaal interessant te maken. Dankzij vooral grafisch vormgever Wim Crouwel kreeg dit lettertype bekendheid in Nederland (NRC Handelsblad, 14 april 2007). Helvetica wordt gebruikt op bijvoorbeeld wegwijzers, aanplakbiljetten en logo's. Het lettertype Helvetica werd in de loop van de jaren zeventig gedeeltelijk vervangen door onder andere het lettertype Univers, maar is nog steeds populair bij sommige ontwerpers.
In 2019 werd een nieuwe variant van Helvetica op de markt gebracht: Helvetica Now. Daarmee worden een aantal tekortkomingen aangepakt, zoals problemen bij kleine schermen en het ontbreken van relatief nieuwe symbolen, zoals het euroteken.

## Ontvangst van de Helvetica
Wim Crouwel zei over de Helvetica in NRC Handelsblad van 14 april 2007: "De letter is neutraal, heeft geen eigen uitdrukking. Daardoor komt de boodschap van het ontwerp helder over." De Duitse vormgever en typograaf Erik Spiekermann is er geen liefhebber van. Hij verklaart het slechts een "soort grondstof voor sommige vormgevers, zoals suiker in je keuken." De Nederlandse typograaf Gerard Unger is er nog minder over te spreken: "Op klein formaat, in wat langere teksten, is de letter slecht leesbaar."
Ontwerper Elzo Smid vertelt in de Trouw van 28 april 2007: "De Helvetica werd meteen op veel zetsystemen aangeboden en de licenties zijn goedkoop. Daarom is de letter zo populair. Maar hij heeft geen echt cursief, geen kleinkapitaal en geen uithangende cijfers. Bovendien lijken de cijfers 3, 5, 6, 8 en 9 te veel op elkaar".
Ter viering van het 50-jarig bestaan van het lettertype maakte de Amerikaanse regisseur Gary Hustwit een documentaire, genaamd Helvetica. Deze documentaire werd in 2007 wereldwijd gedraaid, in Amsterdam met een dansfeest. Het Museum of Modern Art in New York had een overzichtstentoonstelling: 50 Years of Helvetica.

## Helvetica vs. Arial
Omdat Microsoft het gebruik van Helvetica te duur vond, liet het bedrijf een eigen variant van dit lettertype, genaamd Arial, ontwikkelen, dat op het eerste gezicht dezelfde eigenschappen bezit als Helvetica. Een nadere inspectie onthult echter een aantal kleine verschillen, onder andere in de kapitale R en de bovenkant van de t. Dit is een reden dat veel ontwerpers Arial zien als een inferieur lettertype. Bij Apple-software als Pages, Numbers en Keynote is Helvetica al jaren het standaardlettertype.

## De Roboto-Helvetica controverse

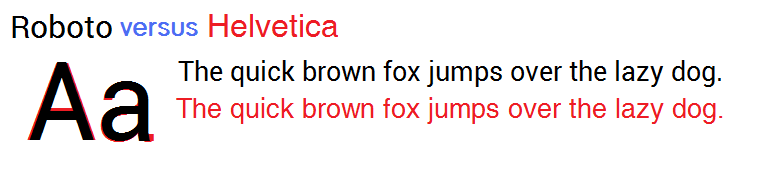
Een voorbeeld van de gelijkenissen tussen Roboto en Helvetica

Toen Google zijn Android-versie 4.0 Ice Cream Sandwich lanceerde, werd daarbij ook een nieuw lettertype gevoegd: Roboto. Later werd op meerdere sites de gelijkenis tussen deze 2 lettertypen beschreven en gedacht dat Google Helvetica heeft nagemaakt.